# 橙端粉蝶
橙端粉蝶（学名：Hebomoia glaucippe）是橙瑞粉蝶屬的一個物種，前翅背面頂角有個大型的三角形成紅色斑紋。本種為本屬的模式種，因此以屬名的中文名做為本種的中文名稱。

## 特徵
橙端粉蝶是臺灣最大型的粉蝶，翅面底色為白色，前翅端並有兩塊橙色斑塊，外型特殊。

## 生態習性
本種幼蟲以魚木、毛瓣蝴蝶木、小刺山柑等植物為寄主，終齡幼蟲狀似小蛇，喜好訪花或吸水、不同於一般的粉蝶的地方是牠會將雙翅合攏停棲於植株中層的綠葉的葉上表面或枝條上過夜喔 。

## 棲地分佈
本種分布於東洋區，是東洋區體型最大的粉蝶科生物。有27種亞種。
- Hebomoia glaucippe glaucippe （北印度, 中國 海南島）
- Hebomoia glaucippe australis Butler, 1898 （南印度）
- Hebomoia glaucippe ceylonica Fruhstorfer, 1907 （斯里蘭卡）
- Hebomoia glaucippe roepstorffi Wood-Mason, 1880 （安達曼群島）
- Hebomoia glaucippe vossi （Maitland, 1859） （尼亞斯島）
- Hebomoia glaucippe aturia Fruhstorfer, 1910 （南緬甸, 泰國, 馬來半島, 新加坡）
- Hebomoia glaucippe sumatrana Hagen, 1890 （蘇門答臘）
- Hebomoia glaucippe borneensis （Wallace, 1863） （婆羅洲）
- Hebomoia glaucippe anomala Pendlebury, 1939 （烏敏島）
- Hebomoia glaucippe javanensis （Wallace, 1863） （爪哇島）
- Hebomoia glaucippe lombockiana Butler, 1878 （龍目島）
- Hebomoia glaucippe flavomarginata Pagenstecher, 1896 （松巴島）
- Hebomoia glaucippe anaxandra Fruhstorfer （Kalao）
- Hebomoia glaucippe celebensis （Wallace, 1863） （蘇拉威西）
- Hebomoia glaucippe sulaensis Fruhstorfer, 1907 （蘇拉群島）
- Hebomoia glaucippe erinna Fruhstorfer （民答那峨島）
- Hebomoia glaucippe philippensis （Wallace, 1863） （菲律賓）
- Hebomoia glaucippe reducta Fruhstorfer, 1907 （菲律賓）
- Hebomoia glaucippe palawensis Fruhstorfer, 1907 （菲律賓）
- Hebomoia glaucippe formosana Fruhstorfer （台灣）
- Hebomoia glaucippe cuyonicola Fruhstorfer, 1907 （庫約群島）
- Hebomoia glaucippe liukiuensis Fruhstorfer, 1898 （日本）
- Hebomoia glaucippe felderi （Vollenhoven, 1865） （摩羅泰島）
- Hebomoia glaucippe sulphurea （Wallace, 1863） （巴占群島）
- Hebomoia glaucippe aurantiaca Fruhstorfer, 1907 （奧比群島）
- Hebomoia glaucippe timoriensis （Wallace, 1863） （帝汶）
- Hebomoia glaucippe theia Nishimura, 1987
- Hebomoia glaucippe chewi Morita, 2006

### 台灣
成蝶廣泛分佈全台中低海拔山區，包括離島龜山島、蘭嶼、澎湖，數量普遍易見。

## 攝食食物
寄主食物 :山柑科多種山柑屬植物及木魚。

## 毒性
橙端粉蝶前翅的橙色部位含有類似芋螺毒素的神經毒物質，可以藉此嚇阻天敵捕食。

## 圖片

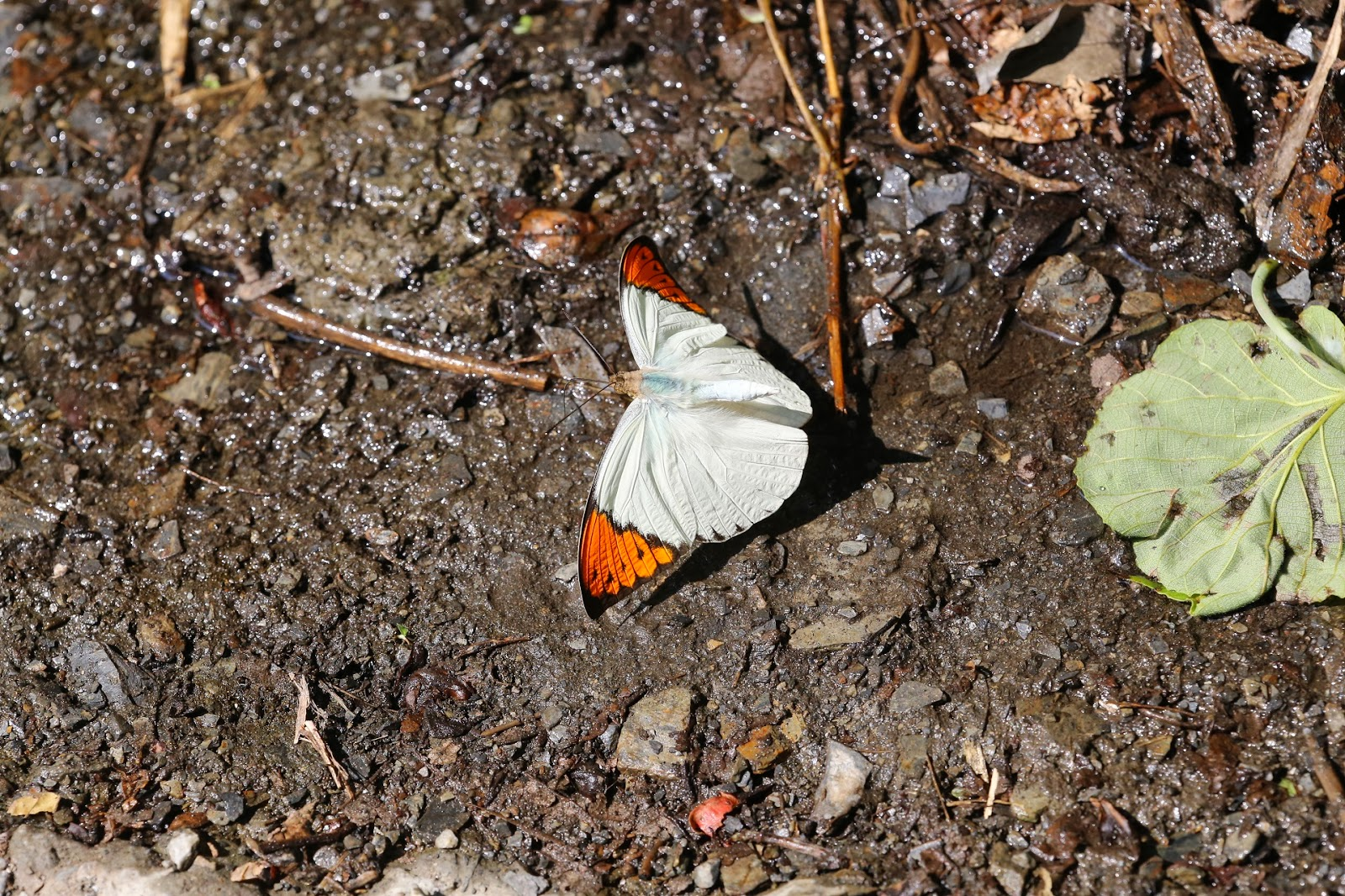
吸水的雄蝶
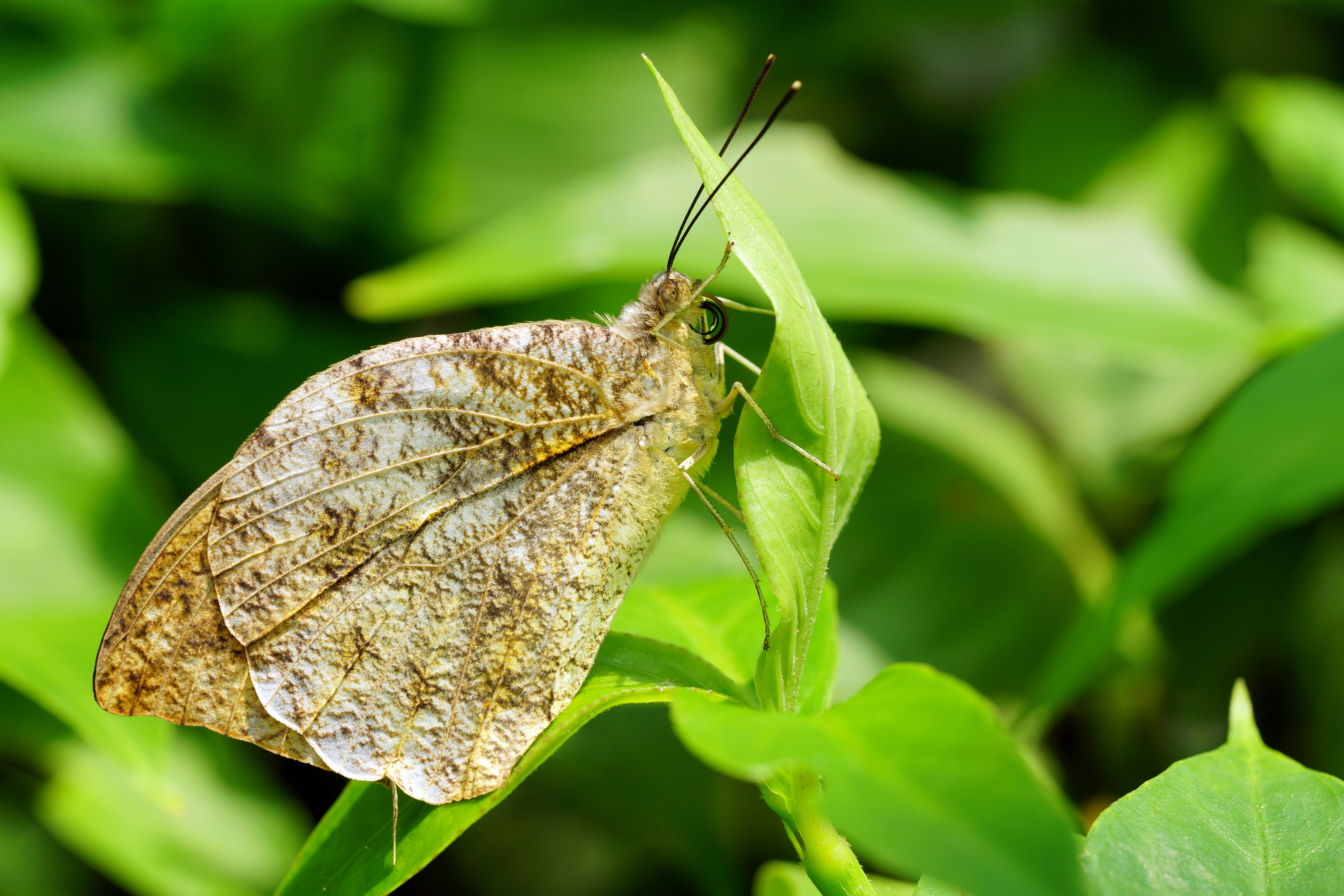
翅腹面狀似枯葉，有保護色效果
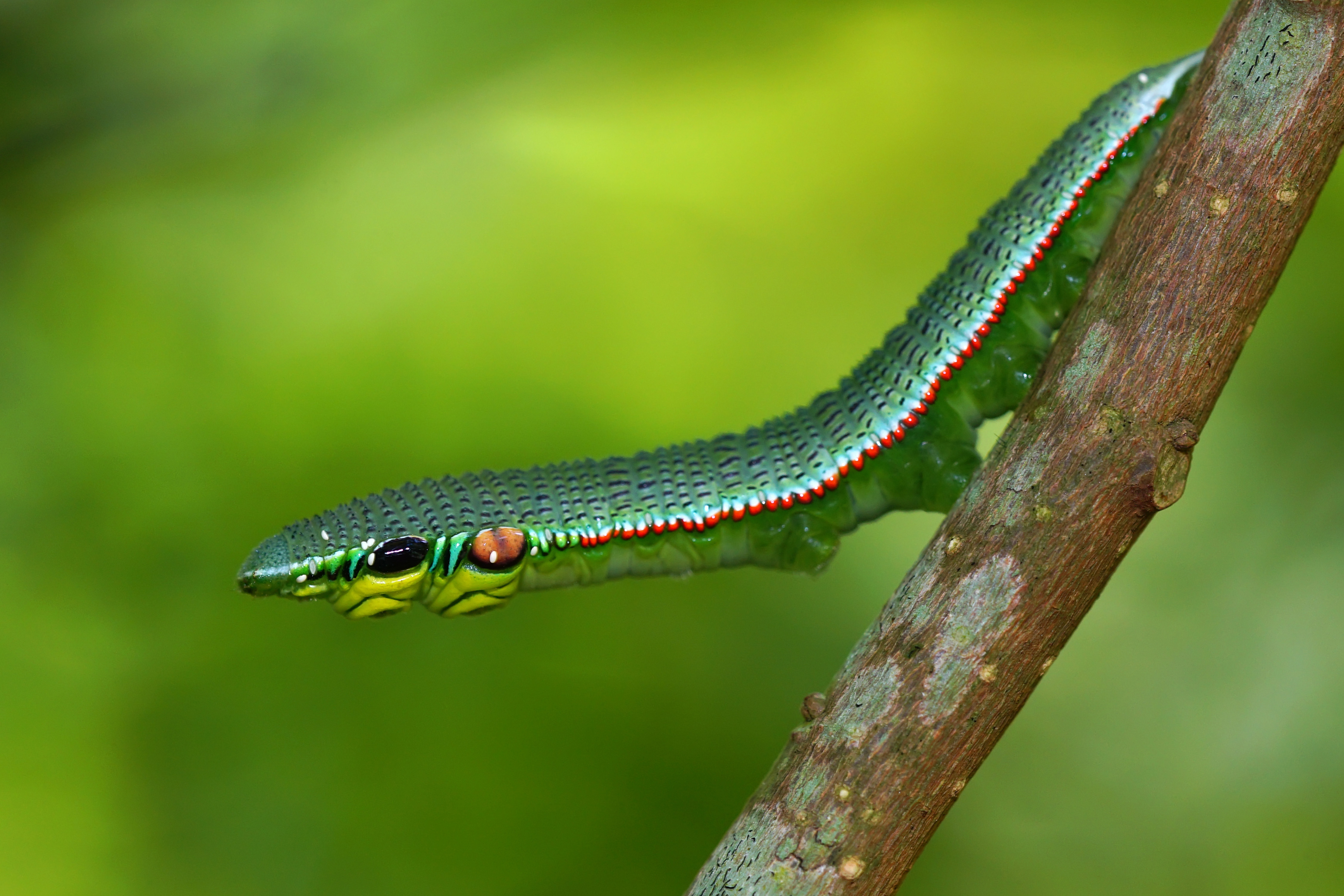
終齡幼蟲